# Бояна (остров)
Вижте пояснителната страница за други значения на Бояна.
Бояна или Ада Бояна (от турски: ada – остров, т.е. остров Бояна) е остров на Черна гора.
Формиран е вследствие от разделянето на устието на река Бояна на 2 ръкава. Той е крайната югоизточна точка на страната на границата с Албания. Площта му е 4,9 км². Има формата на триъгълник. Ограден е от морето и 2-та ръкава на р. Бояна.
Морският бряг е пясъчен и е с дължина 3 km. Той е естествено продължение на единствената пясъчна ивица на адриатическото черногорско крайбрежие, дълга 13 km и известна като Велики плаж. Този плаж е уникален с дюните си, които са единствени за цялото средиземноморско крайбрежие.
Улцинският плаж е известно нудистко място в Европа. Липсата на урбанизация го прави привлекателен за много къмпингуващи туристи още от 1973 г. Черногорското правителство ще развива курортното дело и водните спортове в района на принципа на публично-частното партньорство.
Островът е орнитолжко средище и местообитание на много видове чапли и други птици.
В този район са се простирали личните владения на царица Елена в Зета.
- Островът отвисоко
- Дългата плажна ивица